# Мирошник, Анатолий Андреевич
Анатолий Андреевич Мирошник (02.01.1939 — 21.11.2004) — машинист бульдозера механизированной колонны № 161 треста «Запбамстроймеханизация» Министерства транспортного строительства СССР, Бурятская АССР. Полный кавалер ордена Трудовой Славы (1990).

## Биография
Родился 2 января 1939 года в селе Семёновка, (ныне город Семёновского района Черниговской области Украины) в крестьянской семье. Украинец. Окончил 7 классов местной школы.
В 1954 году уехал в Казахстан, в город Караганда. Здесь окончил профессионально-техническое училище, получил специальность бульдозериста. Работал на строительстве Токтогульской ГЭС, затем Капчегайской ГЭС Казахстана.
Указом Президиума Верховного Совета СССР от 22 апреля 1975 года Мирошник Анатолий Андреевич награждён орденом Трудовой Славы 3-й степени.
В октябре 1975 года прибыл на строительство Байкало-Амурской железнодорожной магистрали. Около 20 лет работал бульдозеристом механизированной колонне № 161 треста «ЗапБАМстроймеханизация». Преодолевал нелёгкие километры БАМа вместе с первопроходцами тайги тоннельщиками и мостовиками.
Указом Президиума Верховного Совета СССР от 29 апреля 1985 года Мирошник Анатолий Андреевич награждён орденом Трудовой Славы 2-й степени.
Указом Президента СССР от 10 августа 1990 года за большой личный вклад в строительство Байкало-Амурской железнодорожной магистрали и ввод в постоянную эксплуатацию на всём её протяжении Мирошник Анатолий Андреевич награждён орденом Трудовой Славы 1-й степени. Стал полным кавалером ордена Трудовой Славы.
Жил в Бурятии. Умер 21.11.2004, похоронен в Бурятия, Россия.
Награждён орденами Дружбы народов (05.02.1981), Трудовой Славы 1-й (10.08.1990), 2-й (29.04.1985) и 3-й (22.04.1975) степеней, медалями, в том числе «За строительство Байкале Амурской магистрали». Удостоен звания «Почётный гражданин Республики Бурятия» (24.06.2003).

## Награды и звания
Награждён орденами
- Орден Дружбы народов (05.02.1981)

Трудовой Славы 1-й, 2-й, 3-й степеней:
3 ст. 22.04.1975 № 142489
2 ст. 29.04.1985 № 35733
1 ст. 10.08.1990 № 737
- Медаль «За строительство Байкало-Амурской магистрали»
- Медаль «За доблестный труд»
- Медаль «За трудовую доблесть»
- Медаль «Ветеран труда»
- медалями[1].
- Удостоен звания «Почётный гражданин Республики Бурятия» (24.06.2003).